# Bentleyville (Ohio)
Bentleyville es una villa ubicada en el condado de Cuyahoga en el estado estadounidense de Ohio. En el Censo de 2010 tenía una población de 864 habitantes y una densidad poblacional de 128,3 personas por km².

## Geografía
Bentleyville se encuentra ubicada en las coordenadas 41°24′48″N 81°24′49″O / 41.41333, -81.41361. Según la Oficina del Censo de los Estados Unidos, Bentleyville tiene una superficie total de 6.73 km², de la cual 6.62 km² corresponden a tierra firme y (1.65%) 0.11 km² es agua.

## Demografía
Según el censo de 2010, había 864 personas residiendo en Bentleyville. La densidad de población era de 128,3 hab./km². De los 864 habitantes, Bentleyville estaba compuesto por el 95.02% blancos, el 0.69% eran afroamericanos, el 0% eran amerindios, el 2.78% eran asiáticos, el 0% eran isleños del Pacífico, el 0% eran de otras razas y el 1.5% pertenecían a dos o más razas. Del total de la población el 0.58% eran hispanos o latinos de cualquier raza.